# Ternant (Nièvre)
Ternant és un municipi francès, situat al departament del Nièvre i a la regió de Borgonya - Franc Comtat. L'any 2007 tenia 202 habitants.

## Demografia

### Població
El 2007 la població de fet de Ternant era de 202 persones. Hi havia 87 famílies, de les quals 24 eren unipersonals (8 homes vivint sols i 16 dones vivint soles), 39 parelles sense fills, 20 parelles amb fills i 4 famílies monoparentals amb fills.
La població ha evolucionat segons el següent gràfic:
Habitants censats

### Habitatges
El 2007 hi havia 162 habitatges, 90 eren l'habitatge principal de la família, 55 eren segones residències i 17 estaven desocupats. 158 eren cases i 3 eren apartaments. Dels 90 habitatges principals, 68 estaven ocupats pels seus propietaris, 17 estaven llogats i ocupats pels llogaters i 6 estaven cedits a títol gratuït; 4 tenien dues cambres, 16 en tenien tres, 37 en tenien quatre i 33 en tenien cinc o més. 65 habitatges disposaven pel capbaix d'una plaça de pàrquing. A 42 habitatges hi havia un automòbil i a 38 n'hi havia dos o més.

## Economia
El 2007 la població en edat de treballar era de 102 persones, 73 eren actives i 29 eren inactives. De les 73 persones actives 63 estaven ocupades (37 homes i 26 dones) i 10 estaven aturades (2 homes i 8 dones). De les 29 persones inactives 10 estaven jubilades, 3 estaven estudiant i 16 estaven classificades com a «altres inactius».

### Ingressos
El 2009 a Ternant hi havia 95 unitats fiscals que integraven 206 persones, la mediana anual d'ingressos fiscals per persona era de 12.218,5 €.

### Activitats econòmiques
Dels 7 establiments que hi havia el 2007, 2 eren d'empreses alimentàries, 1 d'una empresa de fabricació d'altres productes industrials, 1 d'una empresa de comerç i reparació d'automòbils, 1 d'una empresa d'hostatgeria i restauració i 2 d'empreses de serveis.
L'únic servei als particulars que hi havia el 2009 era un restaurant.
L'únic establiment comercial que hi havia el 2009 era una fleca.
L'any 2000 a Ternant hi havia 23 explotacions agrícoles que ocupaven un total de 1.470 hectàrees.

## Equipaments sanitaris i escolars
El 2009 hi havia una escola elemental integrada dins d'un grup escolar amb les comunes properes formant una escola dispersa.